# A matter of time (Gordon Giltrap)
A matter of time is een studioalbum van Gordon Giltrap, waarop hij samen speelt met Martin Taylor. De twee gitaristen komen uit twee muziekstromingen. Giltrap komt vanuit de folkrichting, Taylor vanuit de meer jazz georiënteerde kant. Voor liefhebbers van gitaarmuziek en gitaren staat per nummer aangegeven van welk merk/soort gitaar de heren zich bedienen.

## Musici
- Gordon Giltrap, Martin Taylor – gitaar

## Muziek
| Nr. | Titel                       | Duur |
| --- | --------------------------- | ---- |
| 1.  | Across the pond (Taylor)    |      |
| 2.  | Shady tales (Giltrap)       |      |
| 3.  | Green lady (Taylor)         |      |
| 4.  | The Lord's Seat (Giltrap)   |      |
| 5.  | Ginger (Taylor)             |      |
| 6.  | A matter of time (Giltrap)  |      |
| 7.  | Empty (Giltrap)             |      |
| 8.  | Collins meadow (Taylor)     |      |
| 9.  | Song for Alex (Taylor)      |      |
| 10. | G&T blues (Giltrap, Taylor) |      |
| 11. | Down the river (Giltrap)    |      |